# Mathieu Cafaro
Mathieu Cafaro (Saint-Doulchard, 25 maart 1997) is een Frans voetballer die doorgaans speelt als middenvelder. In februari 2025 verruilde hij Saint-Étienne voor Paris FC.

## Clubcarrière
Cafaro speelde in de jeugdopleiding van Toulouse en maakte ook bij die club zijn debuut. Op 10 september 2016 speelde hij voor het eerst mee, toen met 2–1 verloren werd van SC Bastia. Sadio Diallo en Pierre Bengtsson scoorden voor die club en Martin Braithwaite kwam met de tegentreffer. Cafaro mocht van coach Pascal Dupraz in de zesenzestigste minuut invallen voor Jessy Pi. Dat seizoen kwam de middenvelder tot vier competitieduels maar in april 2017 werden hij en Odsonne Édouard ontslagen door de club. De twee hadden een voorbijganger beschoten met een airsoftgeweer.
Twee maanden later tekende hij een contract bij Stade de Reims. Met Reims pakte Cafaro in het seizoen 2017/18 de titel in de Ligue 2, al speelde hij zelf slechts één competitieduel. Het seizoen erop, in de Ligue 1, werd hij een vaste waarde. Hij maakte hier ook zijn eerste professionele doelpunt, op 25 augustus 2018. Destijds kwam Amiens SC ruim op voorsprong door treffers van Eddy Gnahoré, Saman Ghoddos en Moussa Konaté (tweemaal), voor Cafaro zes minuten voor tijd wat terugdeed: 4–1. Cafaro verlengde in januari 2019 zijn contract tot medio 2022.
In januari 2022 maakte Cafaro de overstap naar Standard Luik, waar hij voor drieënhalf jaar tekende. Een half seizoen en twaalf competitiewedstrijden later huurde Saint-Étienne Cafaro voor het seizoen 2022/23. Aan het einde van het seizoen werd een optie tot koop van circa vijfhonderdduizend euro gelicht en Cafaro tekende voor twee seizoenen bij Saint-Étienne. Paris FC nam Cafaro in februari 2025 over en gaf hem een contract voor tweeënhalf jaar.

## Clubstatistieken
| Seizoen | Club            | Competitie      | Competitie | Competitie | Beker | Beker | Internationaal | Internationaal | Totaal | Totaal |
| Seizoen | Club            | Competitie      | Wed.       | Dlp.       | Wed.  | Dlp.  | Wed.           | Dlp.           | Wed.   | Dlp.   |
| ------- | --------------- | --------------- | ---------- | ---------- | ----- | ----- | -------------- | -------------- | ------ | ------ |
| 2016/17 | Toulouse        | Ligue 1         | 4          | 0          | 1     | 0     | —              | —              | 5      | 0      |
| 2017/18 | Stade de Reims  | Ligue 2         | 1          | 0          | 1     | 0     | —              | —              | 2      | 0      |
| 2018/19 | Stade de Reims  | Ligue 1         | 34         | 7          | 2     | 2     | —              | —              | 36     | 9      |
| 2019/20 | Stade de Reims  | Ligue 1         | 13         | 1          | 4     | 1     | —              | —              | 17     | 2      |
| 2020/21 | Stade de Reims  | Ligue 1         | 31         | 4          | 0     | 0     | 1              | 0              | 32     | 4      |
| 2021/22 | Stade de Reims  | Ligue 1         | 4          | 0          | 0     | 0     | —              | —              | 4      | 0      |
| 2021/22 | Standard Luik   | Eerste klasse A | 12         | 2          | 0     | 0     | —              | —              | 12     | 2      |
| 2022/23 | → Saint-Étienne | Ligue 2         | 33         | 5          | 0     | 0     | —              | —              | 33     | 5      |
| 2023/24 | Saint-Étienne   | Ligue 2         | 35         | 4          | 3     | 0     | —              | —              | 38     | 4      |
| 2024/25 | Saint-Étienne   | Ligue 1         | 15         | 1          | 1     | 0     | —              | —              | 16     | 1      |
| 2024/25 | Paris FC        | Ligue 2         | 1          | 1          | 0     | 0     | —              | —              | 1      | 1      |
| Totaal  | Totaal          | Totaal          | 173        | 25         | 12    | 3     | 1              | 0              | 186    | 28     |

Bijgewerkt op 12 februari 2025.

## Erelijst
| Ligue 2 | 1 | 2017/18 |